# New Sunrise
New Sunrise es un álbum de estudio por la cantante estadounidense Brenda Lee. Fue publicado en noviembre de 1973 a través de MCA Records.

## Promoción

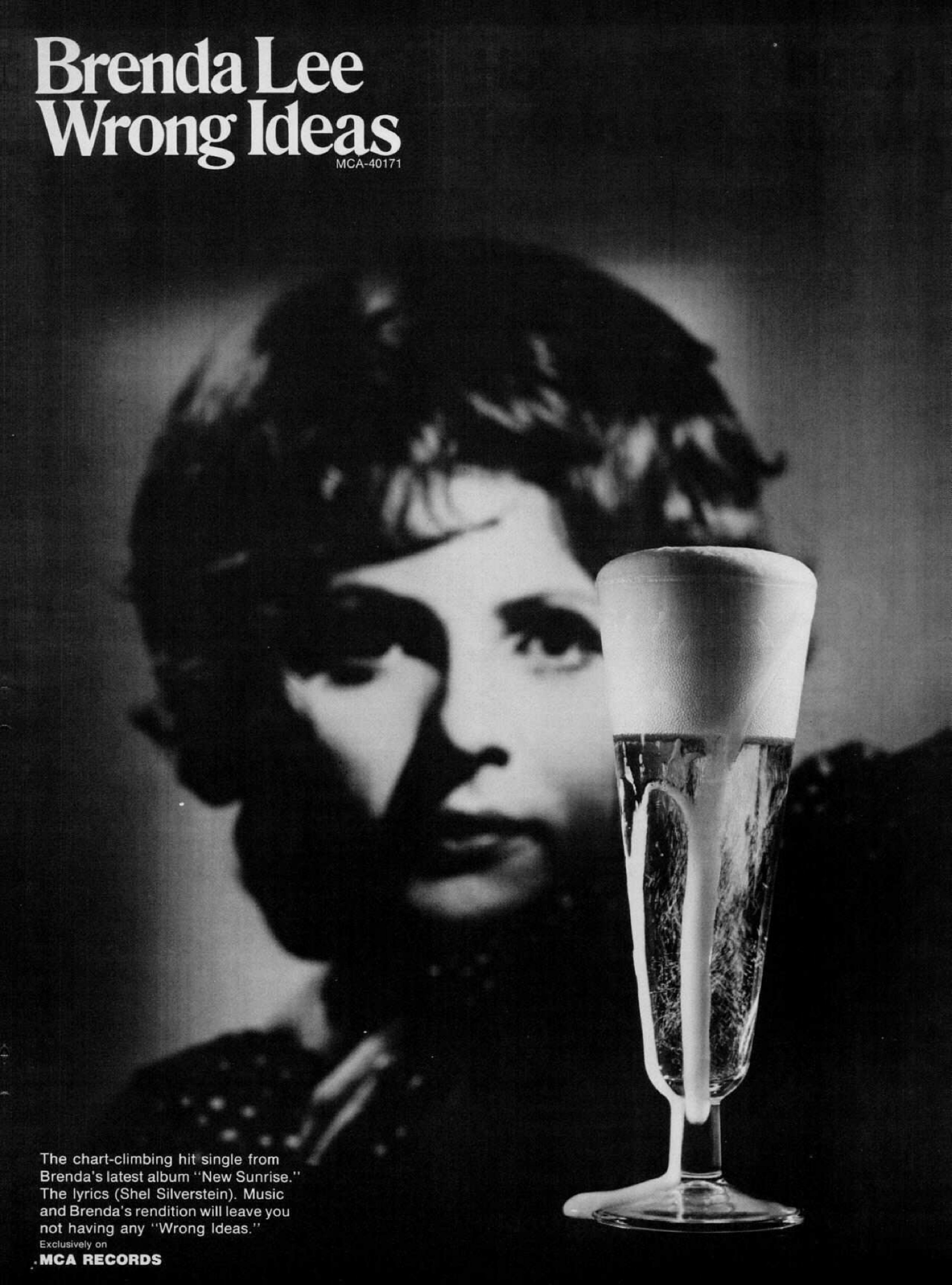
Anuncio comercial del sencillo «Wrong Ideas».

«Sunday Sunrise» se lanzó en julio de 1973 como el sencillo principal de New Sunrise. Un escritor no especificado de la revista Billboard escribió: “Dale una canción a la encantadora dama y ella la agarra, la canta, enciende sus emociones y excita a la gente. Aquí lo vuelve a hacer, como sólo Brenda puede hacerlo. Es el estilo musical que mejor sabe hacer y tiene el material con el que trabajar”. Un escritor no especificado de la revista Cash Box describió «Sunday Sunrise» como “una balada estimulante que se mantendrá constante en airplay, atraerá a los que tiran monedas y obtendrá rápidamente un estatus en las listas. Ella los elige bien”. Un escritor no especificado de la revista Record World declaró: “La Sra. Brenda Lee no está regresando, ¡En realidad nunca se fue! La súper estrella tiene otro éxito con una sensación refrescante. Esta salida de ritmo medio realmente encaja con su estilo y su estilo lo será en mucho tiempo. Líricamente ligero y melódicamente correcto”.
«Wrong Ideas» fue publicado en diciembre de 1973 como el segundo y último sencillo del álbum. Un escritor no especificado de la revista Record World declaró: “No hay ideas equivocadas sobre hacia dónde se dirige este disco, ya que se revisita nuevamente el estrellato de Brenda. Shel Silverstein ofrece una historia inteligente que la pequeña dama sabe cómo enganchar. La balada tiene un toque único de carácter humano con el que todos pueden identificarse. Un número vital que está destinado a acumular enormes ventas”. Un escritor no especificado de la revista Cash Box elogió la “balada de ritmo fácil [que] es a la vez una canción agradable. La interpretación inimitable de Brenda la convierte en la cantante única que siempre ha sido. Claro, Brenda tomará una copa contigo, pero será mejor que no te hagas ninguna idea equivocada. La pequeña dama va a acertar mucho con este [sencillo]”. Un escritor no especificado de la revista Billboard describió «Wrong Ideas» como “una melodía inteligente y Brenda, como siempre, le da vida”.

## Recepción de la crítica
Un escritor no especificado de la revista Cash Box declaró: “El estilo de Brenda Lee es inimitable. Verdaderamente una vocalista estilizada, su valiente calidez emocional transmite una sinceridad que es totalmente Brenda y que nunca podría acercarse a ser otra persona. Hay un cierto realismo contundente en las canciones de Brenda que no puede evitar hacer que el oyente se siente y se dé cuenta. «Sunday Sunrise» inicia el LP con ese estilo único de Brenda Lee. A continuación se muestra una interpretación de «My Love» de Paul McCartney que nunca ha sonado mejor por ningún artista. Las versiones de Brenda de «Everybody's Had the Blues» y «Slippin' Away» ciertamente hacen justicia a estas finas melodías. Este LP puede ser el más grande de Brenda hasta la fecha”. Un escritor no especificado de la revista Billboard declaró: “¿Como lo hace ella? Cada canción que canta, cada álbum que arma supera a los anteriores. Y nadie puede cantar como Brenda. Es puro disfrute, de principio a fin. Su «Sunday Sunshine» es magnífico; su «Wrong Ideas» seguramente será un éxito. Y hay otras nueve, todas geniales”.

## Lista de canciones
| Lado uno |                                   |                                |          |  |
| N.º      | Título                            | Escritor(es)                   | Duración |  |
| 1.       | «Sunday Sunrise»                  | Mark James                     | 2:32     |  |
| 2.       | «My Love»                         | Linda McCartney Paul McCartney | 2:59     |  |
| 3.       | «You Are the Sunshine of My Life» | Stevie Wonder                  | 3:06     |  |
| 4.       | «Must I Believe»                  | Eddie Polo                     | 2:25     |  |
| 5.       | «Wrong Ideas»                     | Shel Silverstein               | 3:08     |  |
| 6.       | «We Had It All»                   | Troy Seals Donnie Fritts       | 2:46     |  |

| Lado dos |                             |                           |          |  |
| N.º      | Título                      | Escritor(es)              | Duración |  |
| 1.       | «Everybody's Had the Blues» | Merle Haggard             | 2:40     |  |
| 2.       | «Why Me»                    | Kris Kristofferson        | 2:58     |  |
| 3.       | «Slippin' Away»             | Bill Anderson             | 2:28     |  |
| 4.       | «You're My Man Again»       | Burt Holiday Sidro Garcia | 2:24     |  |
| 5.       | «Something for a Rainy Day» | Ronal McCown              | 2:54     |  |

## Posicionamiento

### Gráfica semanal
| Gráfica (1974)                                    | Pico de posición |
| ------------------------------------------------- | ---------------- |
| Estados Unidos (Billboard Hot Country LPs)        | 3                |
| Estados Unidos (Cash Box Top Country Albums)      | 13               |
| Estados Unidos (Record World Country Album Chart) | 10               |

### Gráfica de fin de año
| Gráfica (1974)                               | Pico de posición |
| -------------------------------------------- | ---------------- |
| Estados Unidos (Billboard Hot Country LPs)   | 19               |
| Estados Unidos (Cash Box Top Country Albums) | 63               |